# Synallaxis rutilans
Synallaxis rutilans là một loài chim trong họ Furnariidae.
Nó được tìm thấy ở Bolivia, Brazil, Colombia, Ecuador, Guiana thuộc Pháp, Guyana, Peru, Suriname và Venezuela.
Môi trường sống tự nhiên của loài chim này là rừng vùng đất thấp nhiệt đới hoặc cận nhiệt đới.